# Zierow
Zierow är en kommun och ort i Landkreis Nordwestmecklenburg i förbundslandet Mecklenburg-Vorpommern i Tyskland.
Kommunen ingår i kommunalförbundet Amt Klützer Winkel tillsammans med kommunerna Boltenhagen, Damshagen, Hohenkirchen, Kalkhorst, och Klütz.